# Šalčininkai (gemeente)
Šalčininkai is een van de 60 Litouwse gemeenten, in het district Vilnius.
De hoofdplaats is de gelijknamige stad Šalčininkai. De gemeente telt 39.400 inwoners op een oppervlakte van 1491 km².

## Plaatsen in de gemeente
Plaatsen met inwonertal (2001):
- Šalčininkai – 6722
- Eišiškės – 3765
- Jašiūnai – 1879
- Baltoji Vokė – 1073
- Šalčininkų kaimas – 1058
- Dieveniškės – 916
- Zavišonys – 670
- Turgeliai – 663
- Šalčininkėliai – 620
- Kalesninkai – 618
- Rindžiūnai - 32